# Bodzai-havasok
A Bodzai-havasok (románul: Munții Buzăului) a Kárpátkanyarban helyezkedik el, Kovászna megye és Buzău megye határán. Nevét az innen eredő Bodza folyóról kapta. Határai északkeleten a Háromszéki-havasok, északnyugaton a Bodzafordulói-hegyek, nyugaton a Csukás-hegység, délen a Kárpátkanyar-Szubkárpátok. 

## Földrajz
A hegységet a folyók több részre tagolják: Szilon-havas, Nagy-Tatár-havas, Lóhavas, Pintilő-hegység (románul Penteleu) és Ivănețu-hegység. 
- A Szilon-havast  ( Masivul Siriu ) északon és keleten a Bodza folyó határolja, délen a Kis-Szilon-patak. Ez a rész a hegység leglátogatottabb része. Legmagasabb hegye a Szilon-havas (1657 m). A Nagy-Tatár-havas (1476 m) oldalából ered a Bodza folyó.
- A Pintilő-hegység (Masivul Penteleu) a Nagy-Bászka és a Kis-Bászka völgye között helyezkedik el. Legmagasabb pontja, amely egyben a Bodzai-havasok legmagasabb hegye, a Pintilő vagy Pintyiló (1772 m).
- A Lóhavas ( Podu Calului) a Nagy-Bászka és a Bodza-folyó között helyezkedik el. Legmagasabb hegye a Lóhavas (1439 m).
- A Masivul Ivănețu átmenetet képez a Bodzai-havasok és a Kárpátkanyar-Szubkárpátok között. Legmagasabb hegye az Ivănețu (1191 m).

A Bodzai-havasokat 1000-1200 m átlagmagasságú hegyek alkotják, csak egy pontban haladja meg az 1700 m magasságot. Területének 55%-a 800-1200 m magasságban terül el, a magasabb csúcsok 1200-1600 m-rel 14%-ot képeznek, a 600-800 m magasságú medencék, völgyek és alacsony hegyek 30%-ot. A Szilon-havas és a Pintilő foglalja magába az 1200 m-en felüli hegyek 85%-át.